# James Hall (gimnasta)
James Robert Hall (Bankstown, Australia, 6 de octubre de 1995) es un deportista británico que compite en gimnasia artística.
Ganó una medalla de bronce en el Campeonato Mundial de Gimnasia Artística de 2022 y cuatro medallas en el Campeonato Europeo de Gimnasia Artística entre los años 2017 y 2024.
Participó en los Juegos Olímpicos de Tokio 2020, ocupando el cuarto lugar en la prueba por equipos y el octavo en el concurso individual.

## Palmarés internacional
| Campeonato Mundial | Campeonato Mundial      | Campeonato Mundial | Campeonato Mundial   |
| Año                | Lugar                   | Medalla            | Prueba               |
| ------------------ | ----------------------- | ------------------ | -------------------- |
| 2022               | Liverpool (Reino Unido) | Medalla de bronce  | Concurso por equipos |
| Campeonato Europeo |                         |                    |                      |
| Año                | Lugar                   | Medalla            | Prueba               |
| 2017               | Cluj-Napoca (Rumania)   | Medalla de bronce  | Concurso individual  |
| 2018               | Glasgow (Reino Unido)   | Medalla de plata   | Concurso por equipos |
| 2022               | Múnich (Alemania)       | Medalla de oro     | Concurso por equipos |
| 2024               | Rímini (Italia)         | Medalla de plata   | Concurso por equipos |